# Ервін Ланц
Ервін Ланц (нім. Erwin Lanc; 17 травня 1930, Відень, Перша Австрійська Республіка — 29 березня 2025) — австрійський політичний і державний діяч, юрист, дипломат.

## Біографія
Здобув юридичну освіту у Віденському університеті.
З 1949 до 1955 року працював у Федеральному міністерстві соціальних справ. У 1955—1959 роках — секретар Австрійського федерального молодіжного руху.
З 1959 року працював у віденських банках Zentralsparkasse та Kommerzialbank.
Спортивний чиновник. Був віце-президентом Асоціації спорту та фізичної культури Австрії та президентом австрійської федерації гандболу.
Політик, Член Соціал-демократичної партії Австрії. Член Віденської міської ради та член Віденського ландтагу (1960—1966). З 1966 — голова віденського окружного відділення СДПА.
У 1966—1983 роках був депутатом Національної ради Австрії від СДПА.
Міністр транспорту Австрії (17.09.1973 — 08.06.1977). Міністр внутрішніх справ Австрії (08.06.1977 — 24.05.1983). Міністр закордонних справ Австрії (24.05.1983 — 10.09.1984).

## Нагороди
- Великий золотий почесний знак землі Відень
- Орден Христа, великий хрест (Португалія)